# Эвенес
Эвенес (северносаамский: Evenášši) — коммуна в фюльке Нурланн в Норвегии. Является частью исторического региона Офотен. Административный центр коммуны — деревня Буген.
Старая коммуна Офотен была разделена на Эвенес и Анкенес 1 января 1884 года. Балланген был отделен от Эвенеса 1 июля 1925 года.

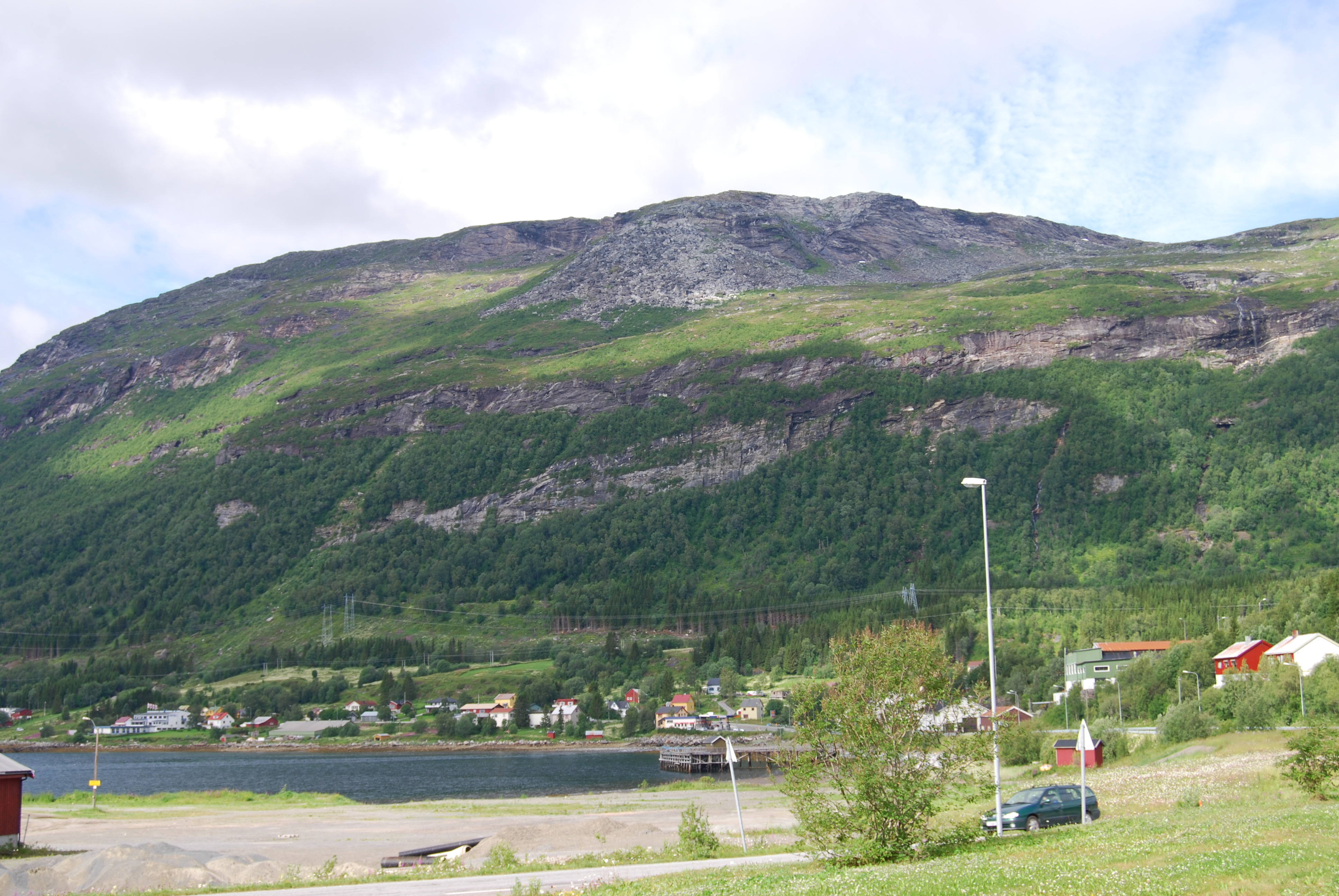
Деревня Буген в гористой восточной части Эвенеса. Бухта Бугена является частью Офотфьорда

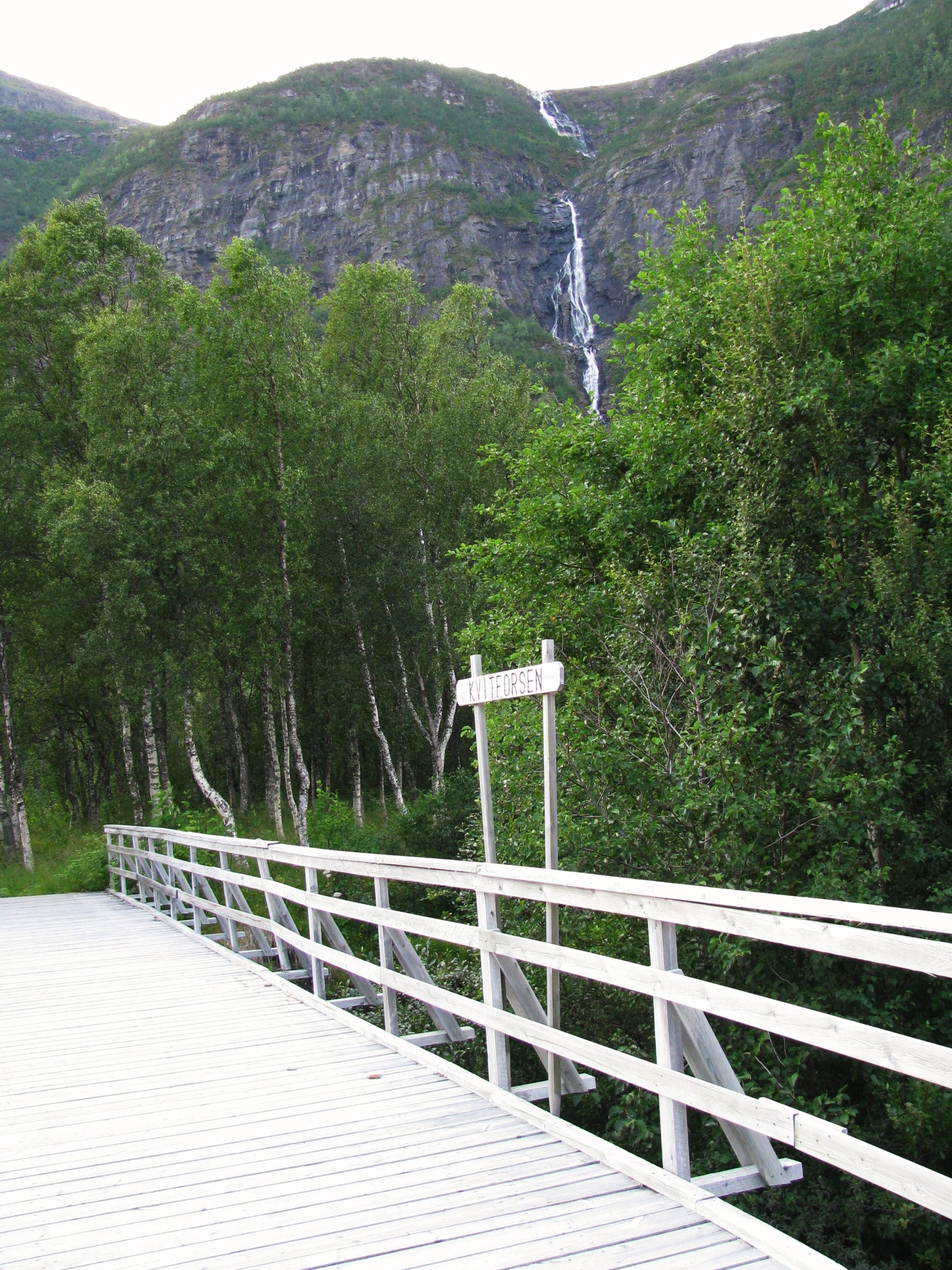
Водопад возле Страндватнета в Бугене

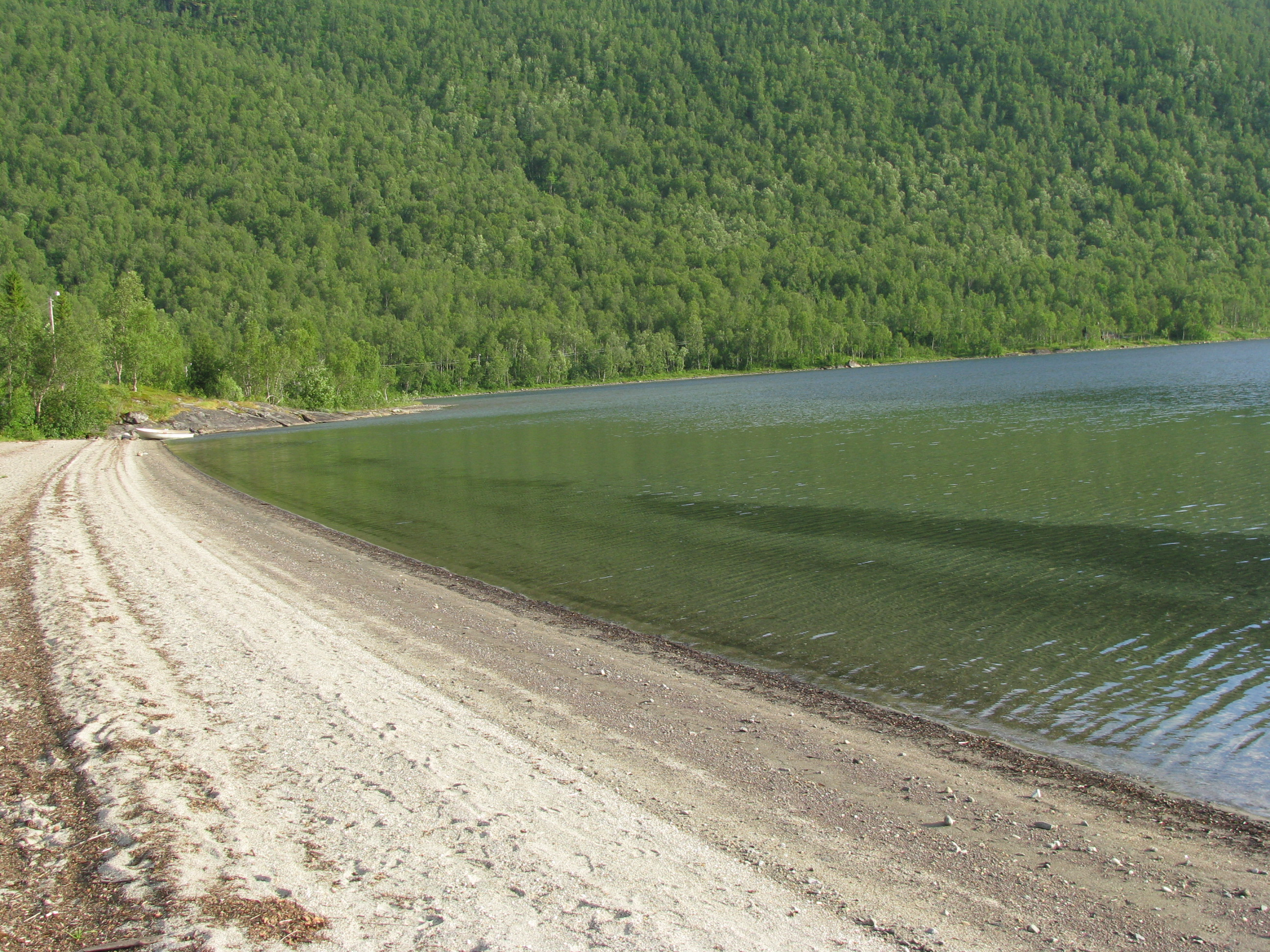
Часть озера Страндватнет

## Общая информация

### Название
Коммуна (первоначально приход) был назван в честь старой фермы Evenes (старонорвежский: Øyvindarnes), поскольку там была построена первая церковь. Первая часть названия — вероятно родительный падеж женского имени Øyvindr, окончание — слово Nes, означающее мыс.

### Герб
У коммуны современный герб. Он был принят 12 января 1990 года. На гербе изображёно старое колесо, как символ того, что Эвенес является центром связи и транспорта.

## География
Эвенес расположен на северном берегу Офотфьорда, и граничит с коммуной Сконланн в фюльке Тромс на севере, коммуной Нарвик на востоке и коммуной Хьельсунн на западе.
В западной части коммуны находятся низменные земли (на территории Лиланда и Эвенеса), однако в восточной части коммуны (в Богене) возвышаются горы. Наивысшая гора — Лиллетинден (1137 м), на неё могут совершаться восхождения без использования альпинистского снаряжения; зимой и ранней весной восхождения можно совершать даже на лыжах. Наиболее заметной горой, которую видно при передвижении по трассе Е10, проходящей сквозь территорию Эвенеса, вероятно является крутая гора Ниинген (1090 м), находящаяся к востоку от Бугена. Озеро Страндватнет, находящееся около деревни Буген окружено горами и является одним из редких меромиктических озёр. В большинстве озёр Эвенеса водится форель, арктический голец нерестится в озере Ёстервикватнет в нескольких километрах на восток от Бурена. Озеро Ниингсватнет частично расположено на территории коммуны Эвенес. Большая пещера Троллькирка (Храм троллей) находится в западной части коммуны (рядом с Торстадом).
В Эвенестангене расположено немецкое укрепление времен Второй мировой войны и скульптура Каменный дом (англ. Stone House), выполненная датским скульптором Бьёрном Нёргаардом. Скульптура является частью проекта Живописные пейзажи Нурланна.

## Экономика
Большинство населения работает в коммунальной сфере и только небольшой процент — в сельском хозяйстве. Аэропорт Харстад—Нарвик расположен в западной части коммуны, совершает ежедневные рейсы в Осло, Тронхейм, Будё и Тромсё, а также чартерные перелеты в Южную Европу. В Эвенесе находится существенная инфраструктура ВВС Норвегии. База была закрыта после окончания Холодной войны, но часто используется союзниками НАТО для зимних тренировочных полетов. Большой самолет Lockheed C-5 Galaxy принадлежащий ВВС США совершал несколько посадок в аэропорту. На средства НАТО внутри маленькой горы в Осмарке, в 5 км восточнее аэропорта, был построен мобильный госпиталь. ВМС США переместили госпиталь в Кувейт перед началом Войны в Персидском заливе в 1991 году. Для достижения этого, большой транспортный корабль использовал глубокие воды гавани рядом с Бугеном, в 13 км восточнее аэропорта. Эта гавань так же была построена на средства НАТО.

## История

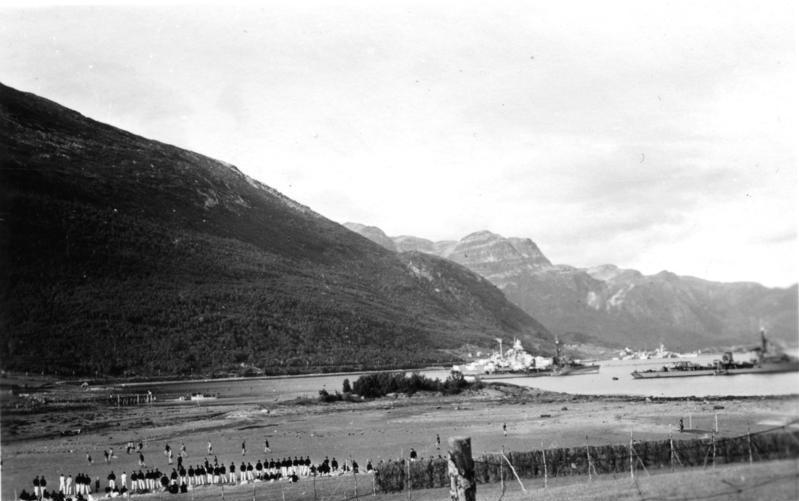
Немецкие военные корабли, в том числе Тирпиц, в бухте Бугена во время Второй мировой войны. Снимок сделан в направлении деревни Буген на фоне гор. Горы в некоторой степени защищали бухту от Британских бомбардировок

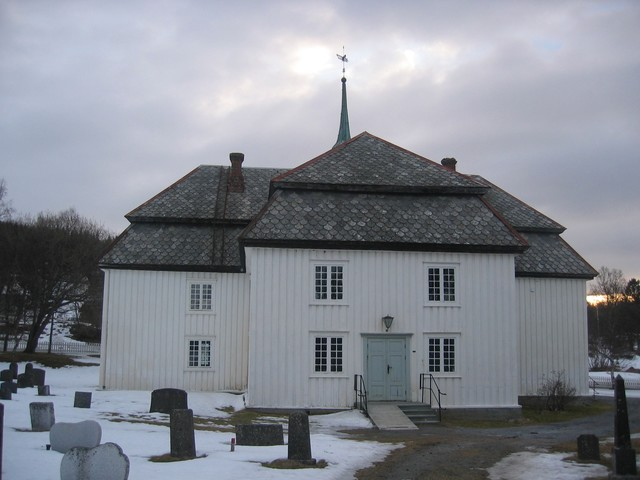
Церковь Эвенеса, 15 марта 2008 года

Церковь в Эвенесе была первой церковью в Офотене, построена около 1250 года. Первая и последующая постройки сгорели при пожарах; современная церковь деревянная, была построена в 1800 году в стиле датского Бидермейера. Некоторые реликвии из оригинальной церкви сохранились в современной церкви, наиболее значимой является каменная купель XIII века.
Лиланд являлся торговым центром всей территории Офотфьорда до тех пор, пока Нарвик не стал торговопромышленным центром в начале XX столетия.
Во время Второй мировой войны в бухте Буген, имеющей преимущественно твёрдое скалистое дно, хорошо подходящее для постановки на якорь, находилась немецкая военно-морская база. Нарвик находится всего в 10 морских милях (19 км) на востоке (дальше вглубь фьорда). Немецкие военные корабли Тирпиц и Адмирал Хиппер базировались в Бугене во время военного времени (с 8 июля по 23 октября 1942 года и с 11 марта 1943 года). Военные корабли «Шарнхорст» и «Дойчланд» базировались в Бугене в течение менее длительного периода времени. Следовательно, эта бухта являлась одной из самых мощных Немецких военно-морских баз в течение одного из периодов военного времени, и представляла реальную угрозу Арктическим конвоям Союзников. У Союзников имелась явная необходимость получения разведывательных данных об этих мощных Немецких военных кораблях, по этому Британцы обеспечили радио разведку, создав локальную группу сопротивления. Эта радиостанция размещалась в Лиланде, в 9 км западнее Бугена, и носила кодовое название Лира.